# スケールド・コンポジッツ
スケールド・コンポジッツ（Scaled Composites 、単にスケールドとも）は、カリフォルニア州モハーヴェのモハーヴェ宇宙港に位置する航空機・宇宙機のメーカー。1982年創業。実験的な機体の設計・開発を得意とする。もとはルータン航空機製作所（Rutan Aircraft Factory ）と称した。スケールド・コンポジットという日本語で表記されることもある。2007年よりノースロップ・グラマンの傘下。
著名な航空機設計者バート・ルータンが創業したこの会社（ルータンは2011年に引退）は現在、前衛的な航空機の概念設計や様々な輸送機器に関する試作機の製造プロセスの開発に焦点を当てている。
1986年に初の無着陸・無給油で世界一周飛行を達成したボイジャー（ジーナ・イェーガーとディック・ルータンの二人乗り）や、2005年に初の単独・無着陸・無給油で世界一周を達成したグローバルフライヤー（スティーブ・フォセットの単独飛行）、2004年にAnsari X Prizeを受賞した宇宙船のスペースシップワンとその母機ホワイトナイトなどで知られる。他にNASAが大気観測ミッションなどに使用した、タンデム・ウィングのプロテウス（有人または無人）も開発している。これらの機体の構造には、社名ともなっている複合材料 （Composite materials 、Composites ）が多用されている。

## プロジェクト

### ルータン航空機製作所の航空機
- モデル27 バリ・ビゲン（1972年）
- モデル31 バリ・イージー（1975年）

ボイジャー

- モデル32 バリ・ビゲンSP（1973年）
- モデル33 バリ・イージー（1976年）
- モデル40 / 74 デファイアント（英語版）（1978年）
- モデル54 クイッキー（英語版）（1978年）
- モデル35 NASA AD-1（1979年）
- モデル61 ロング・イージー（1979年）
- モデル68 AMSOIL レーサー（英語版）（1981年）
- モデル73 NGT：フェアチャイルド T-46の62％サイズの試作機（1981年）
- モデル77 ソリティア（英語版）（1982年）
- モデル76 ボイジャー 世界初の無着陸・無給油の世界一周飛行（1986年）
- モデル202 ブーメラン（英語版）（1997年）

### スケールド・コンポジッツの航空機

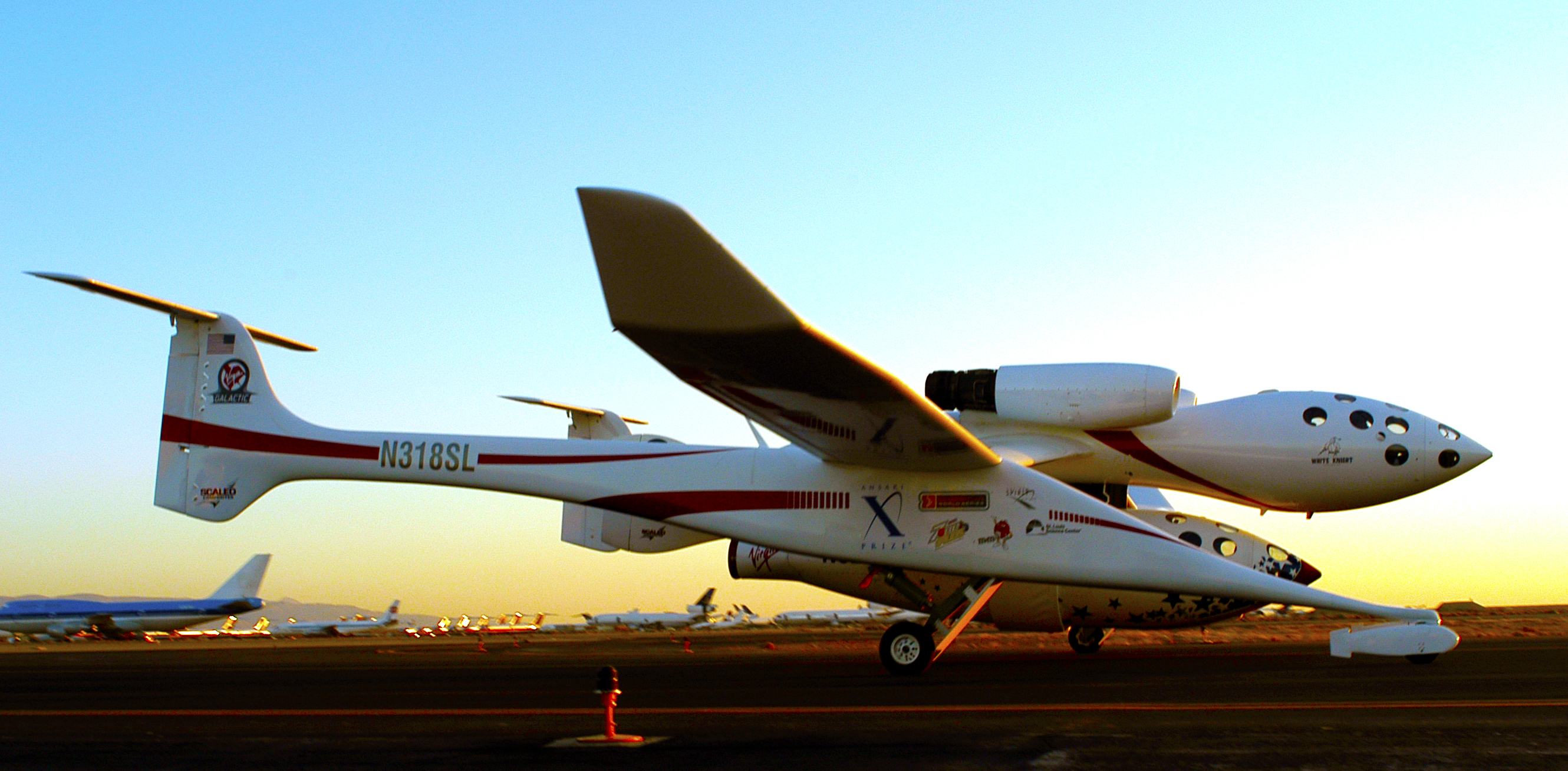
スペースシップワンとホワイトナイト

- モデル115 スターシップ : ビーチクラフト モデル2000 スターシップの開発のために作られた、85%サイズの試作機（1982年）
- モデル133 ATTT（英語版）（1986年）
- モデル81 キャットバード（英語版）（1988年）
- モデル143 トライアンフ（英語版）（1988年）
- モデル151 ARES（英語版）（1990年）
- モデル158 ポンドレーサー（1990年）
- モデル191 Lima II（1991年）
- モデル247 ヴィジョネアー ヴァンテージ（英語版）（1996年）
- モデル271 ウィリアムズ V-JETII（1997年）
- モデル276 NASA X-38 （1998年）
- モデル281 プロテウス（1998年）
- モデル309 アダム M-309：アダム A500（英語版）の試作機。（2000年）
- モデル326 ノースロップ・グラマン X-47 ペガサス（2001年）
- モデル302 トヨタ TAA-1（2002年）
- Tier One（2003年）
  - モデル316 スペースシップワン
  - モデル318 ホワイトナイト
- モデル311 ヴァージン・アトランティック グローバルフライヤー （2004年）
- Tier 1b（2008年）
  - モデル339 スペースシップツー
  - モデル348 ホワイトナイトツー
- モデル355 ノースロップ・グラマン ファイアーバード（2010年）
- モデル367 BiPod（英語版）（2011年）
- モデル351 ロック：2012年現在世界最大の翼幅を持つ航空機（2019年）